# Eimear Lambe
Eimear Lambe (* 11. August 1997 in Dublin) ist eine irische Ruderin. Sie gewann die Silbermedaille bei den Europameisterschaften 2021 im Vierer ohne Steuerfrau, drei Monate später erhielt sie die olympische Bronzemedaille.

## Karriere
Lambe begann 2012 mit dem Rudersport und startete 2014 bei den Olympischen Jugendspielen im Einer. Hier belegte sie den fünften Platz im B-Finale, was am Ende Platz 11 bedeutete. 
2019 ging sie beim zweiten Ruder-Weltcup der Saison in Posen mit Claire Feerick im Zweier ohne Steuerfrau an den Start. Am Ende wurden die beiden mit einem sechsten Platz im B-Finale 12. bei diesem Wettkampf. Bei den im Juli stattfindenden U23-Weltmeisterschaften in Sarasota-Bradenton gewann sie zusammen mit Claire Feerick, Emily Hegarty und Tara Hanlon die Silbermedaille im Vierer ohne hinter der Mannschaft aus Großbritannien. Zum Abschluss der Saison startete die Mannschaft mit einer Umbesetzung, Aifric Keogh kam für Claire Feerick ins Boot, auch bei den Weltmeisterschaften. Mit dem vierten Platz im Halbfinale verpassten sie knapp die Teilnahme am A-Finale. Im B-Finale belegten sie ebenfalls den vierten Platz, was am Ende Platz 10 bedeutete.
Im irischen Vierer ohne nahm sie auch an den Europameisterschaften 2020 teil. Mit Aifric Keogh, Aileen Crowley und Fiona Murtagh gewann sie die Bronzemedaille hinter den Booten aus den Niederlanden und Italien. 2021 rückte Emily Hegarty für Aileen Crowley in den Vierer ohne. In der neuen Kombination gewannen sie bei der Europameisterschaft 45/100 Sekunden hinter den Niederländerinnen die Silbermedaille. Bei der Olympischen Regatta in Tokio siegten die Australierinnen vor den Niederländerinnen und den Irinnen.
2022 ruderten Natalie Long, Aifric Keogh, Tara Hanlon und Eimear Lambe im irischen Vierer. Bei den Europameisterschaften in München erruderten die Irinnen die Silbermedaille hinter den Britinnen.

## Internationale Erfolge
- 2014: 11. Platz Olympische Jugendspiele im Einer
- 2019: Silbermedaille U23-Weltmeisterschaften im Vierer ohne Steuerfrau
- 2019: 10. Platz Weltmeisterschaften im Vierer ohne
- 2020: Bronzemedaille Europameisterschaften im Vierer ohne
- 2021: Silbermedaille Europameisterschaften im Vierer ohne
- 2021: Bronzemedaille Olympische Spiele 2020 im Vierer ohne
- 2022: Silbermedaille Europameisterschaften im Vierer ohne
- 2022: 6. Platz Weltmeisterschaften im Vierer ohne
- 2023: 5. Platz Europameisterschaften im Vierer ohne
- 2023: 9. Platz Weltmeisterschaften im Vierer ohne
- 2024: 7. Platz Olympische Spiele im Vierer ohne